# کامپونگ راجا
کامپونگ راجا (به انگلیسی: Kampung Raja) (بسوت مالایی: Kapong Ghajo)، که همچنین با عنوان کوتا پوترا معروف است، یک موکیم و مرکز منطقه بسوت، ایالت ترنگانو، مالزی است. کامپونگ راجا مرکز اداری و نیز یکی از موکیم‌ها در بسوت است. یک قلعه قدیمی به نام ایستانا تنگکو لونگ (Istana Tengku Long) در اینجا وجود دارد. اگرچه کامپونگ راجا در ترنگانو قرار دارد، اما مردم آنجا با گویش مالایی کلانتان صحبت می‌کنند و به دلیل نزدیکی آن به کلانتان، از نظر فرهنگی جزو مردم کلانتان هستند.